# Тирков
Тирков (њем. Thürkow) општина је у њемачкој савезној држави Мекленбург-Западна Померанија. Једно је од 62 општинска средишта округа Гистров. Према процјени из 2010. у општини је живјело 422 становника. Посједује регионалну шифру (AGS) 13053088.

## Географски и демографски подаци
Тирков се налази у савезној држави Мекленбург-Западна Померанија у округу Гистров. Општина се налази на надморској висини од 19 метара. Површина општине износи 14,6 km². У самом мјесту је, према процјени из 2010. године, живјело 422 становника. Просјечна густина становништва износи 29 становника/km².